# 雅克服务航空
雅克服务航空（俄语：Як-Сервис）是俄罗斯的一家航空公司，总部设立在莫斯科。这家航空公司主要经营客运包租服务。成立于1993年2月12日，并于同年11月25日开始运营。2011年雅罗斯拉夫尔空难中失事的雅克-42属于这家航空公司。